# Battaglia di Näfels
La battaglia di Näfels è stata combattuta nella guerra di Sempach che, tra il 1386 ed il 1393, ha visto contrapporsi da una parte i cantoni confederati della Svizzera e dall'altra gli Asburgo.
La battaglia si svolse nella prima metà del 1388 nei cantoni di San Gallo e Glarona e vide la vittoria dei confederati, rafforzando così la loro indipendenza nei confronti dell'Impero.
Il motivo che portò allo scontro fu la conquista da parte asburgica della città di Weesen, avvenuto nella notte tra il 21 ed il 22 febbraio 1388: Weesen era stata occupata dai confederati nel 1386; da questa posizione l'esercito austriaco, guidato dal conte Donat von Toggenburg e dal cavaliere Peter von Thorberg e composto da 5000 soldati, sferrò il 9 aprile un attacco contro il cantone di Glarona, espugnando la muraglia difensiva di Näfels, mentre una seconda colonna, comandata dal conte Hans von Werdenberg-Sargans avanzò provenendo dal Kerenzerberg. I circa 400 Glaronesi non si persero d'animo e, rafforzati da piccoli contingenti provenienti da altri cantoni (Svitto e Uri), abbandonarono le mura e si ritirarono verso il fianco occidentale della valle; qui, favoriti dalla nebbia e dalla neve, si riorganizzarono ed attaccarono l'impreparato esercito asburgico che in quel momento era dedito al saccheggio: Glarona riuscì così a scacciare il nemico, provocando anche numerose vittime (qualche centinaio contro circa 50), molte delle quali annegate nel fiume Maag, per via del crollo di un ponte nei pressi di Weesen.
Le truppe asburgiche tentarono in seguito di compiere una controffensiva ed arrivarono fino a Mollis, ma alla fine tornarono in patria.
I Glaronesi interpretarono questa vittoria come un giudizio divino; per questo già nel 1389 fu eretta una cappella a Sendlen, meta ancora oggi di pellegrinaggio per ricordare i morti e celebrare la battaglia.